# Distrikt Cabana (Pallasca)
Der Distrikt Cabana liegt in der Provinz Pallasca in der Region Ancash im zentralen Westen Perus. Der Distrikt wurde am 2. Januar 1857 gegründet. Er hat eine Fläche von 145 km². Beim Zensus 2017 lebten 2609 Einwohner im Distrikt. Im Jahr 1993 lag die Einwohnerzahl bei 3006, im Jahr 2007 bei 2810. Verwaltungssitz ist die gleichnamige 3224 m hoch gelegene Provinzhauptstadt Cabana mit 1961 Einwohnern (Stand 2017).

## Geographische Lage
Der Distrikt Cabana liegt im zentralen Süden der Provinz Pallasca. Der Distrikt liegt in der peruanischen Westkordillere. Die bis zu 5000 m hohen nördlichen Ausläufer der Cordillera Blanca erheben sich im Osten des Distrikts. Der Río Llactabamba entwässert das Areal nach Westen zum Río Tablachaca.
Der Distrikt Cabana grenzt im Südwesten an den Distrikt Tauca, im Nordwesten an den Distrikt Bolognesi, im zentralen Norden an den Distrikt Huandoval, im Nordosten an den Distrikt Conchucos sowie im Südosten an die Distrikte Cusca, Aco und Corongo (alle drei in der Provinz Corongo).